# Dude Perfect
Dude Perfect es un grupo estadounidense de deportes y comedia con sede en Frisco, Estados Unidos. El grupo está formado por los gemelos Cory Cotton y Coby Cotton, Garrett Hilbert (The Purple Hoser), Cody Jones (Tall Guy) y Tyler "TT" Toney (Beard), todos ellos excompañeros de cuarto universitarios en la Universidad de Texas A&M. En YouTube su canal cuenta con más de 61 millones de suscripciones. Dude Perfect también tiene otros dos canales de YouTube, Dude Perfect Plus y Dude Perfect Gaming. 
El contenido creado por Dude Perfect consiste predominantemente en videos que representan varias tomas de trucos, estereotipos y acrobacias. El grupo también sube regularmente vídeos de "batallas", en los que los miembros individuales de Dude Perfect compiten entre sí en un juego o concurso de buen carácter, incorporando diferentes deportes y un conjunto único de reglas. Dude Perfect también creó el programa Overtime, una serie donde presentan una colección de segmentos, que incluyen Wheel Unfortunate, Cool not Cool, Betcha, Absurd Recurds, Top 10, Get Crafty, Mail Time, Game Time, Taste Test y Bloops.

## Historia

### Primeros años
El 9 de abril de 2009, un video del grupo realizando tomas de trucos en el rancho de Tyler Toney fue lanzado en YouTube. En una semana, el video recibió 200 000 visitas. 
El segundo video del grupo, filmado en el campamento de verano cristiano Sky Ranch, fue lanzado poco después. El video acumuló más de 18 millones de visitas; por cada 100 000 visitas que recibió el video, Dude Perfect se comprometió a patrocinar a un niño de Compassion International. Después de que los videos se hicieron virales, ESPN se puso en contacto con Dude Perfect. Clips de Dude Perfect videos posteriormente aparecieron en First Take, Pardon the Interruption, Around the Horn y SportsNation.
En 2010, Dude Perfect presentó la mascota Panda. El Panda rápidamente se convirtió en un símbolo popular en los partidos de baloncesto de Texas A&M cuando se burlaba de los jugadores del equipo contrario.

### Apoyos y colaboraciones profesionales
El grupo recibió múltiples apoyos y peticiones profesionales, que comenzaron con el exjugador de los Sacramento Kings Tyreke Evans,en un esfuerzo por promover a Evans como candidato a Novato del Año. Dude Perfect también apareció en "Fantasy Factory" de Rob Dyrdek.
Dude Perfect ha trabajado con el quarterback de los Green Bay Packers Aaron Rodgers, la estrella de la NBA Chris Paul, el lanzador australiano de diez pines Jason Belmonte, el actor Paul Rudd, el cantante Tim McGraw, el entrenador de los Seattle Seahawks Pete Carroll y el quarterback Russell Wilson, Ryan Swope, la estrella de voleibol Morgan Beck, el ganador del Trofeo Heisman y ex quarterback Johnny Manzielen kyle field, el quarterback de los Titanes de Tennessee Ryan Tannehill, el equipo olímpico de los Estados Unidos, los pilotos de NASCAR Ricky Stenhouse Jr., Travis Pastrana, James Buescher y el piloto de la Serie IndyCar James Hinchcliffe en Texas Motor Speedway. 
El grupo también ha colaborado con Dale Earnhardt Jr., el wide receiver de los Cleveland Browns Odell Beckham Jr., quarterback de los New Orleans Saints Drew Brees y el entrenador Sean Payton, los Seattle Seahawks, y los jugadores de los Rams de San Luis Greg Zuerlein, Johnny Hekker y Jacob McQuaide,los jugadores de las Estrellas de Dallas Tyler Seguin y Jamie Benn,la tenista Serena Williams y el cantante de country Luke Bryan. En 2016, Dude Perfect viajó al Reino Unido para filmar un video con jugadores del Manchester City, Arsenal y Chelsea. En 2020, Dude Perfect lanzó su cuarto All Sports Golf Battle que fue pregrabado en 2019 con el actor Zac Efron, quien terminó tercero en la final.

### Lanzamiento de aplicación móvil, borrador, programa de televisión, documental
En 2011, Dude Perfect lanzó un juego móvil gratuito para iOS y Android, titulado Dude Perfect. El grupo posteriormente lanzó Dude Perfect 2, y otros juegos titulados Endless Ducker y That's Lit. Tras el lanzamiento de las aplicaciones móviles, Cory Cotton es autor de un libro publicado a nivel nacional titulado Go Big, en el que compartió los secretos que el grupo ha aprendido a lo largo del camino construyendo un negocio en un mundo en gran parte influenciado por las redes sociales.
En junio de 2015, el grupo fue seleccionado por los Harlem Globetrotters en su draft anual de jugadores.
En septiembre de 2015, el grupo fue aprobado para una serie de televisión titulada The Dude Perfect Show en CMT, que comenzó a emitirse durante la primera mitad de 2016. La segunda temporada de la serie se emitió en la cadena de hermanos Viacom y Nickelodeon.
Asociado con YouTube Originals en 2020, Dude Perfect lanzó un documental: Backstage Pass. El documental proporcionó una mirada tras bambalinas a su gira en vivo: Pound It, Noggin.

### Récords Mundiales
En 2009, el grupo estableció el récord mundial de la oportunidad de baloncesto más larga después de disparar desde la cuarta cubierta de Kyle Field. En octubre de 2010, Dude Perfect extendió su récord con un disparo "cross-tower" desde una altura de 66 metros (216 pies); la cesta se encontraba a 45 metros (150 pies) de distancia de la base de la torre. En marzo de 2011, Dude Perfect rompió extraoficialmente su récord de nuevo con un disparo desde la cima del Reliant Stadium, que permaneció en el aire durante 5.3 segundos. En enero de 2014, el grupo intentó con éxito un disparo desde la Torre reunión de 561 pies de altura, con Cody Jones y Garrett Hilbert sosteniendo la canasta en la base de la torre.
En su video de 2016, "World Record Edition", Dude Perfect rompió múltiples récords mundiales. El grupo rompió los récords mundiales de tiros de baloncesto más largos, tiro de baloncesto más alto, tiro de baloncesto con los ojos más largos y tiro de baloncesto más largo. Posteriormente, lanzaron una secuela basada en el fútbol americano al año siguiente, en la que rompieron aún más récords mundiales.
En 2018, Dude Perfect rompió el récord de lego walk más largo descalzo y golpe de guisante más largo durante su rodaje de "Overtime". En el episodio seis de "Overtime", Dude Perfect rompió el récord de la distancia más lejana recorrida rodando a través de bolas de ejercicio. En 2019, Dude Perfect rompió el récord mundial de la mayoría de las bolas de Ping Pong pegadas en la cabeza de una persona usando crema de afeitar, y la mayoría de las donuts se apilan entre sí mientras tienen los ojos vendados. En 2020, rompieron otro récord de más pases de cabeza de bola de playa en 30 segundos.

## Legitimidad
En medio de su éxito, surgieron preguntas sobre la legitimidad de los trucos del grupo. Los presentadores de Good Morning America discutieron los trucos y debatieron si eran reales, aunque los expertos contactados por el programa declararon que no podían encontrar evidencia de que los trucos fueran falsos.
Con respecto a las dudas, cody Jones, miembro del grupo, dijo: "Nos encanta cuando la gente afirma que es falso, porque hace que los disparos parezcan aún más ridículamente imposibles; y tenemos más publicidad y éxitos en YouTube, así que nos encanta el misterio de saber si es real o falso". Tyler Toney y los gemelos Cotton han explicado que se necesitan múltiples intentos durante el rodaje antes de hacer con éxito la toma final.